# Francisco Suñer
Francisco Suñer y Capdevila (Rosas, Gerona; 4 de marzo de 1826- Rosas, 14 de agosto de 1898) fue un médico y político republicano federal español.

## Biografía
Alcalde de Barcelona en 1868. Miembro del Partido Republicano Democrático Federal, fue elegido diputado a Cortes constituyentes por la circunscripción de Gerona en las elecciones del 15 de enero de 1868. «Angelical ateo», según le definió Benito Pérez Galdós en España trágica, en los debates del Congreso de los Diputados en torno a los artículos 21 y 22 del proyecto constitucional, destacó por sus diatribas anticlericales, en las que dijo declarar la guerra a dios y, manejando los Evangelios, negó la virginidad de María, provocando airadas protestas y una réplica del almirante Topete.
El almirante y ministro Juan Bautista Topete protestó en nombre de "los dieciocho millones de españoles que aún no han perdido la fe ni la vergüenza". Su folleto fue contestado por los obispos José Caixal, Antolín Monescillo y Luis de la Lastra y Cuesta, y en Cataluña por José Argullol en su obra Crit del Ánima. Fue asimismo autor de un Tratado popular de la tisis (1872) que alcanzó una gran difusión. En 1864 junto con Narciso Monturiol, Anselmo Clavé y otros encabezó la edición de un Almanac progresista en respuesta al que había publicado el Ateneo Catalán. Colaboró con Narciso Monturiol en el desarrollo del sumergible Ictineo. El libro del grupo de Monturiol y Suñer Capdevila fue duramente atacado y la Iglesia lo incluyó en el Índice de libros prohibidos, pero a pesar de todo ello, al año siguiente publicaron un segundo almanaque dando cuenta de la persecución. En 1869 encabezó una revuelta en el Ampurdán, organizando una partida a favor de la república federal que se refugió en los montes catalanes y fue fácilmente derrotada por el gobierno, por lo que se exilió a Francia; volvió a España a ocupar un escaño en las Cortes. Elegido diputado por el distrito de Figueras en agosto de 1872 y reelegido en mayo de 1873, fue Ministro de Ultramar con la Primera República, en un gabinete presidido por Pi y Margall, desde 28 de junio a 18 de julio de 1873. Contribuyó al colapso del gabinete al dar su apoyo el 17 de julio de 1873, desde la tribuna de oradores del Congreso, a los cantonalistas de Cartagena. 
Según el periódico republicano El Graduador, Suñer y Capdevila fue «el espantajo de que se valieron los carlistas y los curas para soliviantar a las masas reaccionarias».
Al producirse la Restauración borbónica se retiró de la vida pública. Murió en 1898, el año del Desastre del 98. Su epitafio reza: "Luchó contra Dios / contra los reyes / y contra la tuberculosis". Existe un retrato suyo en grabado (1873) por Galán.

## Obras
- Dios (Barcelona, 1869).
- Tratado popular de la tisis (1872)